# 大谷石

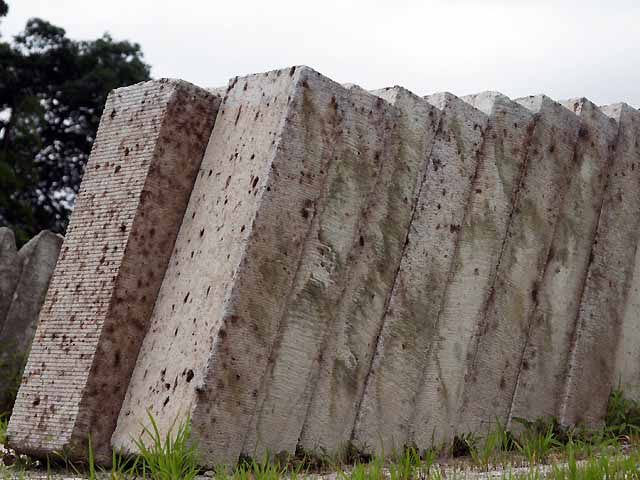
切り出された大谷石

大谷石（おおやいし）は、栃木県宇都宮市北西部の大谷町付近一帯で採掘される軽石凝灰岩の石材である。柔らかく加工がしやすいことから、古くから外壁や土蔵などの建材として使用されてきた。現在も蔵の壁面などに使われている。

## 成分・成因と分布
基質は浮石質ガラス・斜長石・石英を主とし、少量の黒雲母角閃岩輝石で構成され、珪酸、第二酸化鉄、酸化アルミニウム、酸化マンガン、石灰、酸化マグネシウム、カリウム、ナトリウムなどを含む。日本列島の大半がまだ海中にあった新生代第三紀中新世の前半に、火山が噴火して噴出した火山灰や砂礫が海水中に沈殿して、それが凝固してできたものとされている。
大谷町付近の大谷石の分布は、東西4キロメートル、南北6キロメートルにわたる。2009年度時点で採石場は12か所、出荷量は年2万トン程度、推定埋蔵量は約6億トン。一部で露天掘りも行われているが、地下数十メートルから100メートルを超える地下で切り出す坑内掘りが多い。最盛期の昭和40年代には約120か所の採石場が稼働していた。栃木県には大谷石と類似の石材が多数分布し、それぞれ産地の名を取って長岡石、深岩石、岩舟石、茂木石などと呼ばれている。

## 特徴と用途

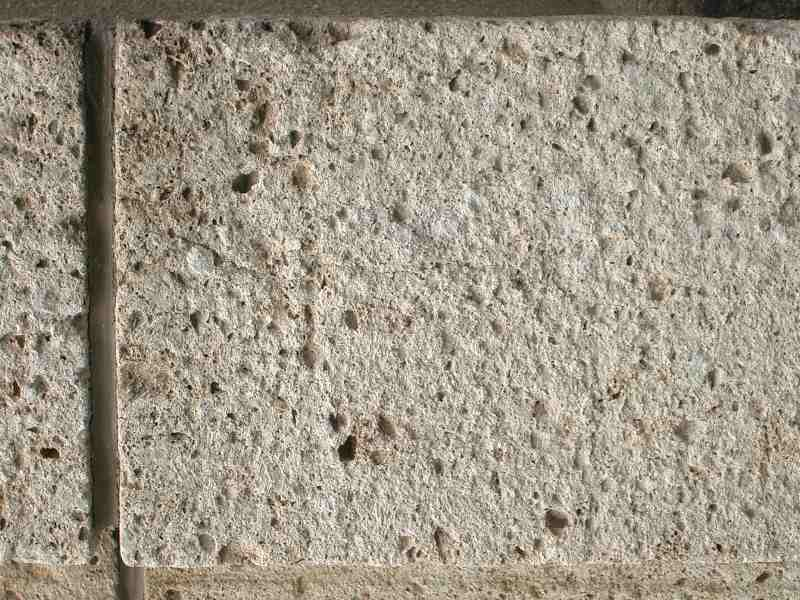
大谷石の石塀の表面

宇都宮駅の餃子像

軽くて軟らかいため加工しやすく、さらに耐火性・防湿性に優れている。このため住宅（かまど、石塀・防火壁、門柱、敷石・貼石など）、蔵や倉庫、大きな建築物の石垣、斜面の土止め石（擁壁）といった幅広い用途を持つ。耐火性・蓄熱性の高さからパンやピザを焼く窯や石釜の構造材としても用いられる。岩盤工学の分野では、扱いやすい素材として実験試料に利用される。
産地に近い宇都宮周辺では縄文時代の竪穴建物で炉石としての使用が確認されており、石蔵をはじめとした建築物の外壁、鉄道駅のプラットホーム、石垣や階段、門柱に大谷石が盛んに利用されている。1932年（昭和7年）に建設されたカトリック松が峰教会、宇都宮駅に設置された餃子像などは大谷石でできている。同じく地元にある下野国分寺や宇都宮城などの築造にも古くから使われた。愛知県名古屋市の川原田家住宅の擁壁の表面にも大谷石が用いられている。多孔質の独特な風合いが広く知られるようになったのは、アメリカの建築家フランク・ロイド・ライトが、帝国ホテル旧本館（東京）に用いてからである。
地下から切り出した直後は水分が多いため青みがかっており、乾燥するにつれ茶色っぽい白色に落ち着く。表面に点在する茶色の斑点は「ミソ」と呼ばれる。ミソの成分は含水量の多い沸石やモンモリロン石の粘土鉱物から成る蛋白石鉄塩鉱物を含むとされるが、成分の由来は諸説ある。「ミソ」が大きい荒目より、小さい細目（さいめ）が高級品とされる。風化しやすい大谷石の中でもミソの部分は特に劣化速度が速い。
多孔質故に風雨に晒される野外では劣化が早く、第二次世界大戦後はコンクリートに押された。特に民家の外壁に使われた場合、雨や雪を吸水して膨張を繰り返すことで劣化し、黒変、粉末状・板状の剥離を起こす。近年は厚さ2cm程度に薄くスライスする技術が開発されたほか、見た目の美しさが再評価されている。さらに吸湿や消臭、音響効果があることも分かり、住宅や店舗の内装、音楽ホールへの利用が広がっている。

## 地下空洞の利用と陥没事故
操業を終えた採石場跡に残る広大な地下空洞はワインや日本酒、納豆などの貯蔵・熟成に使われているほか、観光・学習施設として大谷資料館が開設されている。非日常的な光景を求めて、映画のロケーション撮影やパーティ、展示会などにも活用されている。
一方で、特に古い採石場跡の地表部が陥没する事故も起きている。特に1989年（平成元年）に発生した陥没事故は規模が大きく、採石業者の撤退や観光客の減少を招いた。陥没事故の発生地は大谷石の屑や公共残土で埋め戻されたものの、30年が経過した2019年（平成31年）2月現在も付近の市道は通行止めのままである。

## 年表

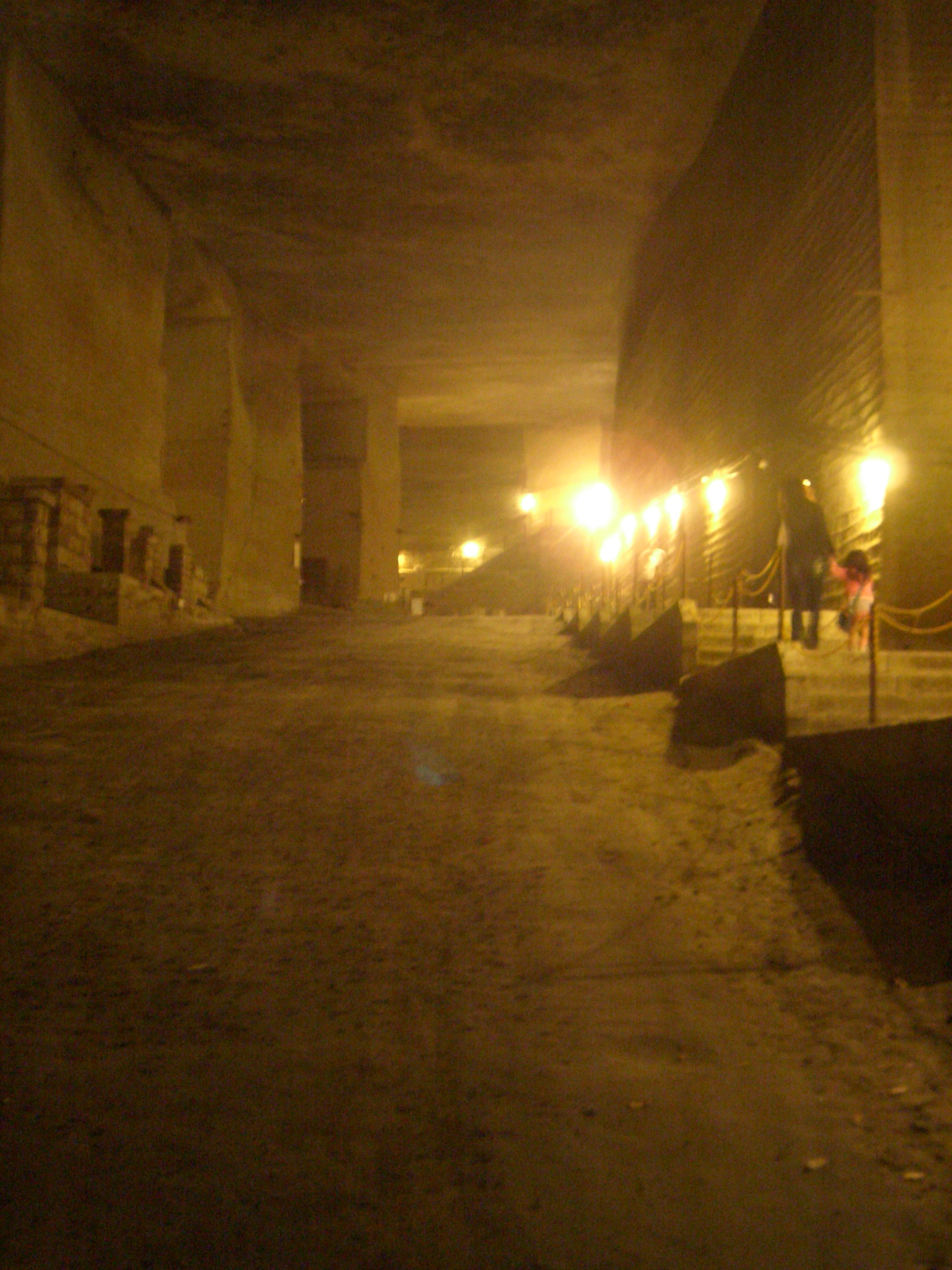
大谷資料館内部

- 6-7世紀：切石積横穴式石室を持つ古墳に加工が容易な大谷石等が多く用いられる。
- 741年 - 現在の栃木県、下野国分寺・下野国分尼寺の礎石、地覆石、羽目石に使用される。
- 810年 - 大谷寺の本尊（大谷観音）は弘法大師自らが大谷石を彫り、完成させたとされる。
- 1922年（大正11年） - フランク・ロイド・ライト設計の帝国ホテルに使用される。玄関部は現在、博物館明治村に保存されている[13]。
- 1932年（昭和7年） - カトリック松が峰教会に使用される（現存する国内最大級の大谷石によるロマネスク・リヴァイヴァル建築[13]）。
- 1944年（昭和19年） - 大谷石地下採掘場の広大な空間は、陸軍糧秣廠・被服廠の地下秘密倉庫に利用される。戦時中は中島飛行機の疾風を製造する地下工場としても活用された。
- 1951年（昭和26年） - 坂倉準三設計の神奈川県立近代美術館に使用される。
- 1954年（昭和29年）11月1日 - 大谷町が属していた河内郡城山村が宇都宮市に編入され、宇都宮市の一部になる。
- 1957年（昭和32年）10月7日 - 宇都宮市田下東倉の採石場で落盤が発生。作業員5人死亡[14]。
- 1959年（昭和34年）7月6日 - 宇都宮市大谷町の採石場で落盤が発生。作業員9人が生き埋めとなるも6人が重軽傷を負いつつ救助、3人が死亡[15]。
- 1962年（昭和37年）7月30日 - 宇都宮市大谷町の採石場で落盤が発生。作業員2人と通行人の中学生1人が死亡[16]。
- 1969年（昭和44年） - 大谷石地下採掘場は年平均気温が7度前後であるため、政府米（古々米）の保管庫として利用される。
- 1979年（昭和54年） - 3月、大谷資料館がオープン。地下採掘場が公開される。
- 1989年（平成元年） - 2月、宇都宮市大谷町坂本地区にあった昔の採掘場の跡地の地下空間が直径70m、深さ30mにわたり陥没[12]。周囲が住宅地であったことから、住民が避難する騒ぎとなった[12]。
- 2010年（平成22年） - 6月、大谷石産業によって32年ぶりに新しい採掘場「石の里 希望」が作られた。宇都宮市も、市内において住宅に大谷石を使用した場合に費用を助成する制度を始めた。
- 2016年（平成28年） - 日本地質学会により、栃木県の石に選ばれる[2]。
- 2018年（平成30年） - 5月24日、「地下迷宮の秘密を探る旅 大谷石文化が息づくまち宇都宮」が日本遺産の認定を受ける[17]。

## 採掘
地表から下へ下へと掘り進める「平場掘り」と、立坑から横へ横へと掘り進める「垣根掘り」がある。大谷地域の地層は、利用価値の高い石材の層とミソが多く利用価値の低い層が交互に堆積しているため、明治末期から大正初期に伊豆長岡（現・伊豆の国市）から伝わった垣根掘りは画期的であった。
また、露天掘りと坑内掘りの2種類があり、坑内掘りは更に碁盤の目状に掘る「柱房式」と櫛形に掘る「長壁式」に分けられる。

### 手掘り時代
機械化される以前の手掘り時代には、つるはしが切り出しに利用されていた。手掘りによる採掘法では、五十石（5寸×1尺×3尺）の大きさの石を一本掘るのに、つるはしを4,000回も振るったとされる。また1人の1日の採掘量は10本ほどだった。このような手掘りによる採掘は、採掘方法が機械化された1960年頃まで行われていた。

### 機械化後
大谷石発掘の機械化が考えられるようになったのは、1952年からで、機械が大谷全体に普及したのは1960年頃である。機械による採掘法では50石の大きさ(150*300*900mm)の石が1人で1日50本採掘可能である。

## 運搬
手掘り時代には地下の深い採掘場から背負って運び出していた。石塀に使用される石（50石）1本の重さが70kg程あり、重い石では140kgの石まで1人で1本担ぎ出したとされている。外に運び出された石は馬車や人車（トロッコ）、荷船で遠くまで運ばれた。現在では、地下の深い採石場からはモーター・ウィンチという機械で石が巻き上げられ、トラック、貨物列車で全国各地に運び出されている。

## エピソード

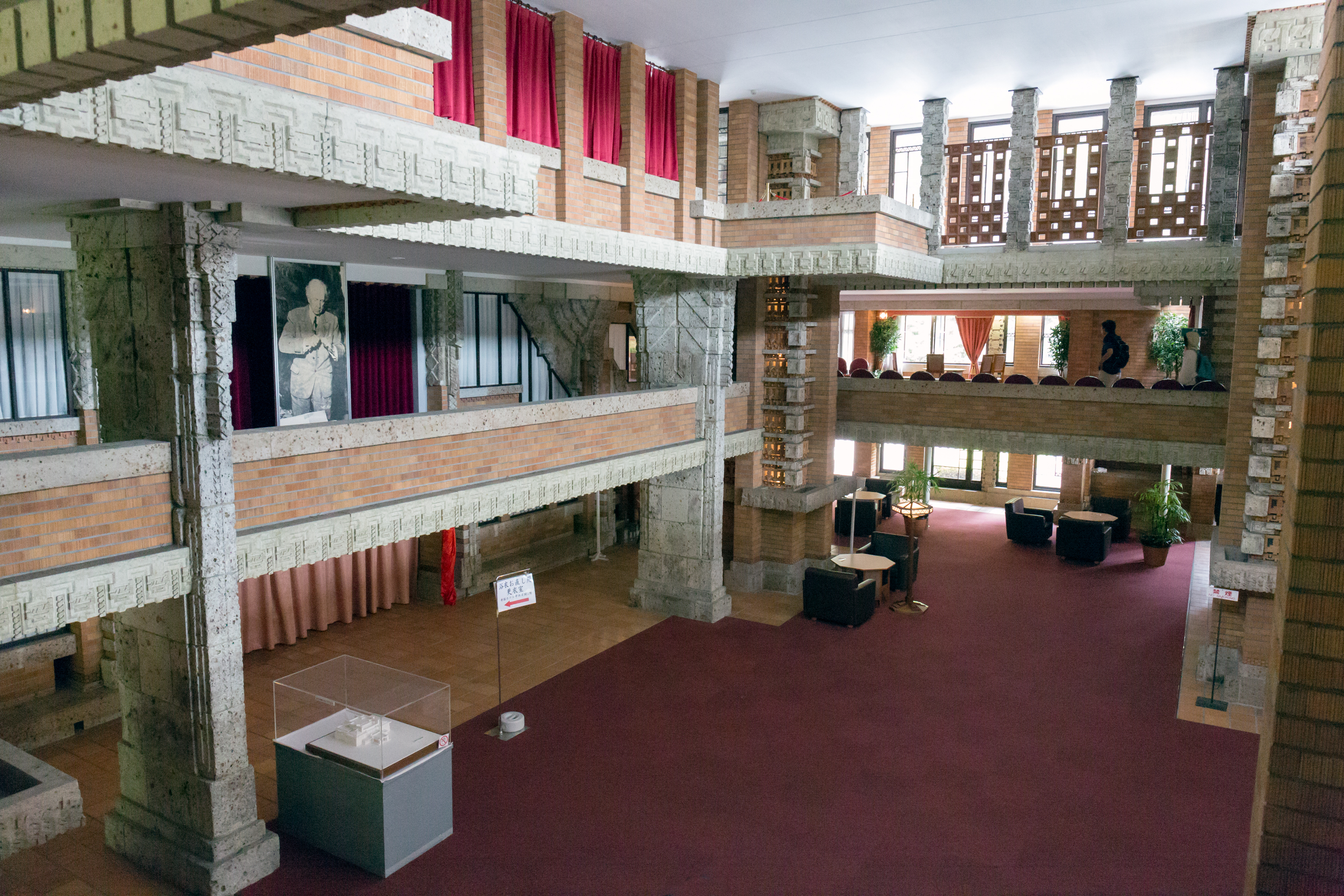
大谷石を多用した帝国ホテルライト館（博物館明治村に移築復元）

フランク・ロイド・ライト設計の帝国ホテルライト館（旧所在地は東京都千代田区内幸町）の建材として多用された。ライトは国会議事堂建設のために日本国内の石材を集めた標本室を訪れ、そこで大谷石を選んでいる。ホテルは完成披露宴の当日である1923年9月1日、披露宴の準備の真っ最中に関東大震災に遭遇した。ライトは自著「An Autobiography」にて「一面焼け野原となった東京に天才の記念碑として無傷で建っていた」との電報を記し、このエピソードは彼の弟子たちによって伝説化された。ただし、震災直後に行われた被災調査によると「火害なけれど震害あり」と判定されている。